# Patinatge de velocitat als Jocs Olímpics d'hivern de 1948 - 500 metres masculins
Als Jocs Olímpics d'Hivern de 1948 celebrats a la ciutat de Sankt Moritz (Suïssa) es disputà una prova de patinatge de velocitat sobre gel sobre una distància de 500 metres. La competició se celebrà el dia 31 de gener de 1948 a l'Estadi Olímpic de Sankt Moritz.

## Comitès participants
Participaren 42 patinadors de velocitat de 15 comitès nacionals diferents.
| - Àustria (2) - Bèlgica (1) - Canadà (4) - Corea del Sud (2) - Dinamarca (1) - Estats Units (4) - Finlàndia (4) - Hongria (4) |  | - Itàlia (2) - Noruega (4) - Països Baixos (4) - Regne Unit (4) - Suècia (4) - Suïssa (1) - Txecoslovàquia (1) |

## Resum de medalles
| Or            | Argent            | Bronze        |
| Finn Helgesen | Ken Bartholomew   | No es concedí |
| Finn Helgesen | Thomas Byberg     | No es concedí |
| Finn Helgesen | Robert Fitzgerald | No es concedí |

## Rècords
Rècords establerts anteriorment als Jocs Olímpics d'hivern de 1948.
| Rècord del món | 41.8 | Hans Engnestangen | Davos (SUI)                  | 5 de febrer de 1938  |
| Rècord olímpic | 43.4 | Clas Thunberg     | St. Moritz (SUI)             | 13 de febrer de 1928 |
| Rècord olímpic | 43.4 | Bernt Evensen     | St. Moritz (SUI)             | 13 de febrer de 1928 |
| Rècord olímpic | 43.4 | Jack Shea         | Lake Placid (USA)            | 4 de febrer de 1932  |
| Rècord olímpic | 43.4 | Ivar Ballangrud   | Garmisch-Partenkirchen (ALE) | 11 de febrer de 1936 |

Cinc patinadors patinaren per sota del rècord olímpic, deixant-lo establert Finn Helgesen en 43.1 segons.

## Resultats
| Posició | Patinador          | Temps |
| ------- | ------------------ | ----- |
| 1       | Finn Helgesen      | 43.1  |
| 2       | Ken Bartholomew    | 43.2  |
| 2       | Thomas Byberg      | 43.2  |
| 2       | Robert Fitzgerald  | 43.2  |
| 5       | Ken Henry          | 43.3  |
| 6       | Sverre Farstad     | 43.6  |
| 6       | Torodd Hauer       | 43.6  |
| 6       | Delbert Lamb       | 43.6  |
| 6       | Frank Stack        | 43.6  |
| 10      | Mats Bolmstedt     | 43.7  |
| 11      | Halle Janemar      | 44.0  |
| 11      | Åke Seyffarth      | 44.0  |
| 13      | Keijo Lehdikkö     | 44.7  |
| 14      | János Kilián       | 44.8  |
| 14      | Antero Ojala       | 44.8  |
| 16      | Lassi Parkkinen    | 45.2  |
| 17      | Gordon Audley      | 45.3  |
| 17      | Kalevi Laitinen    | 45.3  |
| 19      | Abraham Hardy      | 45.5  |
| 20      | Göthe Hedlund      | 45.6  |
| 21      | Choi Young-Chin    | 45.7  |
| 21      | Kornél Pajor       | 45.7  |
| 23      | Aad de Koning      | 45.9  |
| 23      | Lee Hiyo-Chang     | 45.9  |
| 25      | Johnny Cronshey    | 46.0  |
| 26      | Vladimír Kolář     | 46.1  |
| 27      | Anton Huiskes      | 46.2  |
| 28      | Kees Broekman      | 46.3  |
| 29      | Aage Justesen      | 46.4  |
| 29      | Jan Langedijk      | 46.4  |
| 29      | Bruce Peppin       | 46.4  |
| 32      | Dennis Blundell    | 46.5  |
| 32      | Enrico Musolino    | 46.5  |
| 34      | Ákos Elekfy        | 46.8  |
| 35      | Henry Howes        | 46.9  |
| 36      | Giorgio Cattaneo   | 47.2  |
| 37      | Iván Ruttkay       | 47.4  |
| 37      | Gustav Slanec      | 47.4  |
| 39      | Rudolf Kleiner     | 47.8  |
| 40      | Pierre Huylebroeck | 48.3  |
| 41      | Ferdinand Preindl  | 48.7  |
| –       | Craig Mackay       | NF    |